# Cua de ventall blau de les Visayes
El cua de ventall blau de les Visayes (Rhipidura samarensis) és un ocell de la família dels ripidúrids (Rhipiduridae).

## Hàbitat i distribució
Habita la selva de les illles de Bohol, Leyte i Samar, a les Filipines orientals.